# ジーザス (漫画)
『ジーザス』（JESUS）は、原作：七月鏡一・作画：藤原芳秀による日本の漫画。『週刊少年サンデー』（小学館）にて1992年43号から1995年20号まで連載された。単行本は全13巻、ワイド版と文庫本は全7巻が刊行されている。話数カウントは「Lesson.○」。

## 概要
闇社会で生きる主人公が成り行きから高校教師に扮し、高校を舞台に襲い来るさまざまな敵と戦っていく一方、やがて組織への復讐に身を投じる姿を描く。
作中に登場する固有名詞は、クトゥルフ神話の用語を借用したものが多い。
警視庁処刑課編のラストシーンでジーザスが残した台詞は、当時『週刊少年サンデー』誌上で行われた本作のセリフ募集キャンペーンにおいて大賞を受賞したフレーズである。また、単行本最終巻に収録された「今宵、血の海を渡れ」でジーザスと死闘を繰り広げた殺し屋たちも同じく読者からの応募によって作られたキャラクターで、大賞を獲得したのは軍団の先頭に立っていたイヌを使う殺し屋である。
本作と同じく七月が原作、藤原が作画を手がける漫画『闇のイージス』シリーズは、本作よりも後の時代を舞台とした同一世界の物語となっており、作中には準レギュラーとしてジーザスが、時折脇役として橿原が登場している。しかしストーリー同士に直接的な関連性はなく、本作の続編ではない別作品となっている。
その後、2009年から2012年まで、『闇のイージス』の続編も兼ねた本作の正統続編『JESUS 砂塵航路』が、モバMANにて配信された。

## あらすじ
稀代の傭兵かつ暗殺者として、闇社会で恐れられるジーザスはある組織から1トンのヘロインを強奪後に自らの死を偽装し、外見が酷似した死者の藤沢真吾になりすます。しかし、ジーザスと彼に協力した橿原十蔵の誤算は、ヘロインを梱包偽装した「黒板」が手違いで新星高校に納品されてしまったことだった。やむなくジーザスは新星高校の日本史教員に内定していた藤沢真吾に代わり、新任教師として勤務することになるが、ジーザスの周囲では次々と事件が発生する。ジーザスは正体を明かさず殺し屋としての技術を使い、事件を起こした相手と戦っていくことになる。
一方、ジーザスにヘロインを強奪されたのは新興の秘密結社「24」（トェンティーフォー）だった。「24」の一員の三崎かおるはジーザスの生存を信じ、彼とヘロインの行方を武器に組織内で着々と地位を築いていく。三崎の忠実な部下で虎の異名を持つ凄腕の狙撃手の御堂真奈美は、さまざまな事件の震源地となっている新星高校に養護教員として潜入する。
ジーザスは教え子である不良少年の戸川誠治、戸川の幼馴染の野代幸子、そして同じく新任教師として赴任したお嬢様の水谷百合子を守りつつ戦ううち、次第に自身の過去を明らかにしていく。最初は刺客としてジーザスと対峙した御堂も、さまざまな出来事を経てジーザスの無二の戦友となってゆく。
やがて、「24」を引きずりだしたジーザスは組織との因縁に決着をつけるべく、復讐に身を投じる。

## 登場人物

### メインキャラクター
ジーザス  / 藤沢 真吾（ふじさわ しんご）
本作の主人公。裏の世界ではその名を知らない者はいない超一流の殺し屋。年齢は推定27歳。トレンチコートを愛用する。心臓発作で人知れず急死した東京在住の青年・藤沢真吾になりすまして自らの死を偽装し、藤沢の就職が内定していた新星高校に日本史教師として赴任。かつて経験したことのない平穏な生活で、殺し屋としての習性を隠すことに苦心しながら、新星高校の黒板に隠されている1トンものヘロインを守りつつ、襲い来る数々の刺客と対決する。
銃器・爆発物の扱いからナイフ・格闘術・薬物に至るまであらゆる殺人術に長け、天文学や解剖学・生理学など暗殺術に応用できる様々な知識に詳しい。愛銃はコンバットパイソン。オートマチックが必要な際にはSIG SAUER P226を使用する。ジーザスというあだ名は、狙った相手が窮地に追い込まれると必ず「ジーザス（ちくしょう）!!」と叫ぶことからつけられた。その言葉を聞いた後、「それが俺の名だ…地獄に落ちても忘れるな」と返し、敵にとどめを刺す。
性格は冷徹・冷酷だが、義理堅く誇り高い戦士としての一面も強い。背中にある巨大な傾いた十字傷を始め、全身に無数の傷痕があり、左肩には「砂漠の兎」隊員の証である兎の刺青が彫られている。「砂漠の兎」壊滅後は稀代の暗殺者として名を馳せている。髪型は少年時代から後ろ髪を束ねた長髪だったが、藤沢真吾になりすます際に短く切り落とし、また普段は黒縁眼鏡をかけるようになった。
ニューヨーク・スラムの出身。少年時代は「J（ジェイ）」と呼ばれる孤児で、娼婦たちに育てられ、ストリートギャング「マッシュルーム」のリーダーとしてストリートチルドレンを束ねていた。12歳の時、思いを寄せていた少女ゾフィーを助けるため初めて銃を撃つが、何も出来ずに連れ去られてしまい、その事件のために拳銃に対して嫌悪感を持っていた。14歳の時にリック・バウマンと出会い、数々の戦闘技術を教え込まれると共に再び銃を取り、マッシュルームを壊滅させたガンビオーネファミリーのボスを殺害し、ゾフィーを奪還。その後2年間、17歳になるまで、リックと共に全米を逃亡しながら更なる戦闘技術を叩きこまれた。
リックと別れた後、「J・バウマン」と名乗って西側企業の傭兵部隊「砂漠の兎（デザートラビッツ）」に入隊し、部隊の伍長としてアフリカの戦線で活躍。カダス共和国において東側の独裁政権を倒す事に成功し、最高の戦友と、人々の自由のために戦うという誇りを託せる戦場を手に入れた。しかし西側機関の謀略「オペレーション・ジーザス」により、自身を残して部隊は全滅、その時の復讐の念を今なお持ち続けている。「ジーザス」という名前はそのオペレーション・ジーザスにも由来しており、また部隊が毒ガス作戦によって壊滅したことから、毒ガス兵器の無差別使用に対して激しい嫌悪感を抱いている。1tのヘロインについても、当初は金儲けが目的で強奪したものとしていたが、後に敵をおびき寄せ復讐を成し遂げるための道具として保管していると語っている。
教師としては、小百合の薦めで空手道部の副顧問を引き受けているが、生い立ちの関係上まともな教育を受けた事がないため学校の勉強に関する知識に乏しく字も非常に汚いために、生徒から笑い物にされることが多い。また、物音に過敏に反応して逃げ隠れた挙句に教室を破壊したことから臆病者、常に拳銃を携帯していることからモデルガンを持ち歩くミリタリーオタクと誤解されている。しかし教師の仕事を通じて生徒達を守る使命感に目覚めていき、また「殺し屋」ジーザスとして何度となく小百合の窮地を救い共に危機を脱していくうち、互いに惹かれあっていくようになった。
『闇のイージス』シリーズでは主人公・楯雁人の宿命のライバルとして登場し、本作の続編である『JESUS 砂塵航路』では再び主人公となっている。
橿原 十蔵（かしはら じゅうぞう）
「オールド・ギース」のコードネームで知られる日本最高の情報屋で、新宿の雑居ビルの屋上でバー「ネスト・オブ・ギース」を経営する老人。ジーザスとは少年時代から関わりがあり、情報収集、武器の調達など様々なバックアップを行っている。リック・バウマンはベトナム戦争以来の戦友で、数少ない友人の一人。
普段はしかめ面でとっつきが悪いが実は笑い上戸。「人を食ったとんでもないことをしでかすヤツ」が好み。

### 新星高校
水谷 小百合（みずたに さゆり）
新星高校の新任英語教師。本作のヒロイン。ジーザスの同僚で空手部の顧問。お嬢様育ちで世間知らずな反面、気丈で逞しい一面がある。
弟・博を連れ戻そうとして芝山組に拉致されたところを助けられて以来、幾度となく殺し屋としてのジーザスに接触し、顔も正体も知らないまま想いを寄せている。
戸川 誠治（とがわ せいじ）
新星高校2年生。クラスはB組。数々の問題を引き起こしている、学校で最も恐れられている不良少年。ジーザスの赴任初日に背後をとって投げ飛ばされて以来、担任であるジーザスに事あるごとに食って掛かっている。破門されたが空手初段の腕前を持つ。中学時代は絵を描いていた。父は代議士。
初めはジーザスを敵視し命すら狙っていたが、様々な事件を経て膨れ上がる自らの凶暴性に苦しみ、やがてジーザスに諭されその正体や過去を知っていくにつれ、心を開くようになっていった。性格も丸くなり、幸子以外のクラスメイト達とも馴染む様になった。橿原やリック、ジーザス本人によると、若い頃のジーザスにそっくりだという。
野代 幸子（のしろ ゆきこ）
新星高校2年生。クラスはB組。戸川の幼馴染みで、分け隔てなく接する唯一の存在だが、そのためにトラブル巻き込まれ危険に晒されることが多い。クラスの中心的な存在で、ジーザスをからかうことも多い。真っ直ぐな性格で御堂の心を動かし、カズマにとっては愛憎の対象となっていた。

### 24（トゥエンティーフォー）
日本においてCIAに匹敵する情報機関を創設することを目的に作られた秘密組織。24という名前は、「東京都24区」という意味を持っている。また幹部にはチェスの駒の名を肩書きとして与えられている。
御堂 真奈美（みどう まなみ）
「24」の一員。三崎の部下の日系アメリカ人女性。年齢は20代前半。ジーザスに匹敵する実力を持つ超一流の狙撃手で、愛銃はレミントンM700カスタム。身長はジーザスを上回り、髪型は角刈りにして常にスーツを身に着けている。沈着冷静で感情をあまり表に出さず、態度や言葉遣いが男性的である一方、顔立ちは美人だが本人にその自覚はない。
アメリカの裕福な家庭で育ったが、「ブラウニー機関」に誘拐・洗脳されて暗殺者として仕立てられた。14歳の時に家族を自らの手で殺害させられ、そのことに逆上して反抗したためマリー・ハウザーから全身に横縞の切り傷を刻まれ、更には機関を脱走した時に親友を殺害してしまった。そのため、横縞の傷痕に由来する「虎」の通り名で呼ばれることを激しく嫌っており、その名を呼んだ敵には「私を“虎”と呼ぶな」と止めを刺す。また仲間を作らず誰にも心を開かない。
ジーザスとジーザスの奪ったヘロインの捜索のため、新星高校に養護教諭として赴任。初めはジーザスの命を狙っていたが、行き掛かり上共闘を重ねてゆく内に実力を認め合う間柄となり、やがて無二の戦友として性別を超えた友情を持つに至った。アリゾナ州の傭兵訓練所時代に唯一自分を「虎」と呼ばなかった教官であるリックを慕っている。
斯様に御堂のコンプレックスとなっていた“虎”の呼称だが、「死がふたりを分かつまで」に登場したゼルムのように、戦場などで彼女と共に戦った者たちの中では「孤高の美をもつ存在」という意味で“虎”と尊称されていた。
三崎 かおる（みさき かおる）
『24』の一員。知略とカリスマ性に長けており、組織内でのし上がるという野心を抱き、そのための力として自ら見込んだ「牙を持つ」人間を次々と配下に引き込んでいる。ジーザスの死が偽装であることをいち早く見抜き、調査のため配下のスナイパー・御堂真奈美を新星高校に送り込んだ。
自身は後ろから兵隊を動かす立場だが、街のチンピラ数人を素手で一蹴するなど、ある程度の戦闘能力も持ち合わせている。愛銃はルガーP08アーティラリー。また右腕にギミックを仕込んでおり、袖口から小口径の短銃を射出して敵の不意を突くこともある。
ジーザスを手駒として引き入れるべく、時に情報を与えて行動に協力していた。そしてジーザスのもたらした混乱を背景に「24」の中枢へと近づいてゆくが、あくまで「個人としての行動」を貫くジーザスに対抗するうちに彼の野心は目的にすり替わっていった。ジーザスを脅迫するために新星高校の修学旅行生を巻き込み、ヘロインの隠し場所を知れば救助の約束を反故にするなど、初期に見せた美学のある態度は消え去り、他者を食い物にする外道と化していた。破棄予定の新星高校旧校舎内での銃撃戦で彼女にとっての忌み名である「虎」と呼んで蔑み、かつて交わした約束を忘れ去っていた。そして最後は、御堂のジーザスから投げ渡されたパイソンによる銃撃で死んだ。
水谷 博（みずたに ひろし）
水谷小百合の弟。軟弱な性格で、駅伝選手だった学生時代に挫折を味わって実家を飛び出し、芝山組のチンピラとなっていた。ジーザスが小百合を救出した際に一度更生し、運送会社に就職して真面目に働いていたが、火野の復讐に巻き込まれた姉を救うため再び危険な世界へと舞い戻り、その後火野と共に三崎の部下となった。
直接的な戦闘技術は無いが、元々持ち合わせている生真面目な性格でバックアップを行う（少なくとも火野よりは遥かに有能）。24の作戦に小百合が巻き込まれることを知って強引にカズマに同行する。その後、新星高校一行と共に帰国し一般社会に復帰した模様。
カズマ
暗殺インストラクター・法間亮介によって育てられた少年テロリスト。素手での戦闘術を得意とする。法間の指導による暴走族の襲撃事件以来、戸川と因縁がある。空手大会でのVIP暗殺が失敗し法間がジーザスに倒されてからは、三崎の忠実な部下となっている。
冷徹な性格で表情に乏しいが、戸川や幸子が絡むと激しい感情が表に出る。自分でもわからない感情に葛藤しながら新星高校一行に対して水筒を破壊するなどの妨害行為を行い幸子を人質にするが、幸子が自分たちを発見したゲリラに撃たれたことで錯乱する。三崎から幸子を治療するジーザスを殺せと指示を受けるが翻意する。自分を回収に来るヘリを乗っ取る作戦の囮となるが、三崎にとって既に用済みであり、ヘリからの銃撃を受けて死亡する。今わの際に戸川との空手での決着がついていないから東京に帰りついたら・・・と語って逝った。
火野 彪次（ひの ひょうじ）
芝山組のチンピラ。卑劣かつ自己中心的で執念深い性格をしている。銃器、爆薬、麻薬など非合法物品を手に入れるツテを持ってはいるが、それらを扱う技量も心構えもアマチュア以下という半端者。
弟を連れ戻しに組事務所を訪れた小百合を睡眠薬で眠らせ乱暴しようとしたが未遂に終わり、その後幸子を襲うが戸川に阻止された。ジーザスによって芝山組が壊滅させられた後も小百合・幸子・戸川を執拗に付け狙い、その往生際の悪さを買われて三崎かおるの部下となる。
ビショップ / 朽葉 崇（くちば たかし）
「24」の三大幹部の1人で、財務部門担当。糸目の笑い顔で、恰幅のいい体格をしている。策謀を巡らすことを好み、自ら立案した作戦でジーザスを狙う。
ルーク
「24」の三大幹部の1人で、軍事部門担当。スキンヘッドの精悍な風貌をしている。極秘精鋭部隊「夜魔部隊（ナイト・ゴーンツ）」を指揮下に置いている。日本人と思われるが、本名等は不明。
ナイト
「24」の三大幹部の1人で、情報部門担当。陽気な伊達男で、登場時は美女を周りに侍らせていた。また、カジノを所有している。三崎によると「一番の食わせ物かもしれない」という。
フェイク・ジーザス
特殊メイクでジーザスと瓜二つの顔に扮した男。体格はジーザスの一回り以上大きく、非常に高い戦闘力と、ジーザスを翻弄するほどの駆け引きの巧みさを併せ持つ。ビショップの作戦下で動いているが、本人はビショップの思惑を意に介せず、ジーザスとの力量比べを楽しんでいる節がある。
県 美穂（あがた みほ）
ビショップの秘書。女性。釣り目で眼鏡をかけており、髪型はボブカット。現場で自ら部隊の指揮を執ることもある。フェイク・ジーザスの作戦を指揮してジーザスを追い込んだが失敗し、逃亡を図ろうとしていたところ御堂に射殺された。
県 美紀（あがた みき）
県美穂の妹。美穂と瓜二つの容姿をしている。美穂の死後、三崎の情婦となってその副官の座におさまる。クイーン直属部隊のメンバーでもあるという。
少佐
ルークの副官の軍人で、ナイト・ゴーンツの隊長。サングラスをかけた欧米人。髪型はリーゼント。戦闘ヘリの操縦に長け、生身での銃撃戦でもジーザスに迫る実力を持つ。愛銃はベレッタM93R。かつてカダス共和国においてオペレーション・ジーザスに参加し、「砂漠の兎」の狙撃によって自身の作戦が失敗したことから、ジーザスとは浅からぬ因縁がある。
クイーン
「24」の副首領で、三大幹部のさらに上に立つ存在。ボスである「キング」を直接補佐し、その言葉を組織に伝える存在とされており、実質的に「24」を率いている。企業や国家の依頼を受け、世界中で様々な事件を計画・実行していることから「プランナー」の異名を持っている。
70代を越えた老婆だが、第二次世界大戦以降、東西冷戦に伴う地域紛争に計画立案者として数多く参加しており、ジーザスが所属していた傭兵部隊「砂漠の兎」が壊滅したカダスの内戦も彼女の仕切りだった。そうして各国に“貸し”を作り、24を犯罪組織から日本国の正式な諜報工作機関として成立させることを目論んでいた。

### その他
藤沢 真琴（ふじさわ まこと）
本物の藤沢真吾の妹。中学一年生。ジーザスを狙うため新星高校で起きた、「24」の刺客による籠城事件に兄が巻き込まれたと心配して、藤沢の実家がある大阪から上京してきた。兄（ジーザス）が銃を撃つ姿を目撃し、兄が別人の殺し屋ではないかと疑いの目を向けていたが、最終的には疑念を払拭し大阪へと帰っていった。
読切作品「Dr.トウモロウ」に高校生になったと思われる同名の人物が登場している。
朝比奈 しほり（あさひな しほり）
犯罪専門の女フリージャーナリスト。小百合の大学時代の友人。政治家や暴力団の暗部に迫る強引な取材のため、闇の世界に悪名が知れ渡っている。護身用としてイングラムM11を常に携帯している。性格は狡猾で油断ならない。
ジーザスの正体を直感的に見抜き、取材対象としてつきまとっている内、その姿に惹かれていった。以来ネスト・オブ・ギースに出入りするようになり、協力者の1人としてジーザスの潜入などを手助けする。
リック・バウマン
ジーザスの師匠・父親的存在で、橿原の旧友。CIAの非合法員としてマフィアに対し破壊活動を行っていた時に、スラムの少年グループのリーダーだったジーザスと出会い、共にアメリカ中を逃亡しながら様々な戦闘技術を叩き込んだ。ジーザスが17歳の時、追手にかかり死んだものと思われていたが、10年の時を経て、ジーザスと思わぬ形で再会を果たす。
ジーザスと別れてから隠居するまでの間に傭兵訓練所の教官を務め、その時に御堂を鍛えている。後に戸川との会話の中でベトナム帰還兵だったことも明かされた。帰還後は悪夢に悩まされたが、家族の助けもあって克服した。しかし、猟奇殺人犯によって家族を殺される。数年かけて自ら追い詰めて仕留めるも、相手も同じベトナム帰還兵だった。
ゾフィー
J（ジーザス）の姉がわりの幼馴染み。マフィアの遠縁にあたるため、遺産を巡ってシシリアンマフィアのガンビオーネファミリーに誘拐され、薬物投与による洗脳によりボスの養女にされ監禁されていた。Jが14歳の時にJとリックに救出された後、橿原の手でスイスへと逃がされた。
太田 忠（おおた ただし）
警視庁捜査一課所属の刑事。薬物中毒になった同僚刑事を殺した過去を持つことから、麻薬を激しく憎んでいる一方、「殺し屋の眼を持つ刑事」と呼ばれ鼻つまみ者として扱われている。その事件の時に撃たれた傷痕が右目に残っている。
藤沢真吾の正体をジーザスと直感し、チンピラを使って襲撃させるなど強引なやり口で独自捜査を行っていた。捜査の最中に、「24」のバックアップを受けてジーザスを狙う警視庁内の秘密組織と対峙することになる。
周 隆元（しゅう りゅうげん）
ジーザスのかつての戦友で、「鷹」の異名を持つ中国人殺し屋。香港で難病に苦しんでいる娘のため、傭兵や殺し屋稼業で治療費を稼いでいる。愛銃はモーゼル・ミリタリーの二挺拳銃。早撃ちで御堂を圧倒するほどの実力を誇る。「24」によって賞金をかけられたジーザスを狙うため、来日した。モデルは香港の映画スターのチョウ・ユンファ（周 潤發）。

## 書誌情報

### 単行本
- 七月鏡一原作・藤原芳秀作画 『ジーザス』小学館〈少年サンデーコミックス〉、全13巻
  1. 1993年4月17日発売 ISBN 4-09-123181-0
  2. 1993年6月18日発売 ISBN 4-09-123182-9
  3. 1993年8月10日発売 ISBN 4-09-123183-7
  4. 1993年11月18日発売 ISBN 4-09-123184-5
  5. 1994年2月18日発売 ISBN 4-09-123185-3
  6. 1994年4月18日発売 ISBN 4-09-123186-1
  7. 1994年6月18日発売 ISBN 4-09-123187-X
  8. 1994年9月17日発売 ISBN 4-09-123188-8
  9. 1994年12月10日発売 ISBN 4-09-123189-6
  10. 1995年2月18日発売 ISBN 4-09-123190-X
  11. 1995年4月18日発売 ISBN 4-09-123541-7
  12. 1995年6月17日発売 ISBN 4-09-123542-5
  13. 1995年7月18日発売 ISBN 4-09-123543-3

### 文庫本
- 七月鏡一原作・藤原芳秀作画 『ジーザス』小学館〈コミック文庫（青年）〉、全7巻
  1. 2002年12月14日発売 ISBN 4-09-193451-X
  2. 2002年12月14日発売 ISBN 4-09-193452-8
  3. 2003年2月15日発売 ISBN 4-09-193453-6
  4. 2003年2月15日発売 ISBN 4-09-193454-4
  5. 2003年4月15日発売 ISBN 4-09-193455-2
  6. 2003年4月15日発売 ISBN 4-09-193456-0
  7. 2003年6月13日発売 ISBN 4-09-193457-9